# 楠葉西忍
楠葉 西忍（くすば さいにん、応永2年〈1395年〉 - 文明18年2月13日〈1486年3月18日〉）は、室町時代の商人。父は天竺人の「ヒジリ」。幼名はムスル。俗名（通称）は天次で、西忍は出家した後の号。もとは「天竺」を姓とした。
父の天竺人（この天竺がどこを指すかは不明。インド、ジャワもしくはアラビアの可能性もあり）の商人・ヒジリは足利義満の時代に来日し、京都の相国寺に居住して絶海中津の庇護を受けていた。やがて河内の楠葉（現大阪府枚方市楠葉付近）の娘を妻とし、西忍が生まれた。のち西忍が楠葉を姓としたのは母の出身地による。ヒジリははじめ京都の三条坊門烏丸に居住し「有徳の者」と称されたが、将軍足利義持の勘気を受けて（詳細は不明）処罰される。西忍はのちに大和立野に移り住み、興福寺大乗院に奉仕する。
父の死後、大和の武将立野戌亥の娘（大乗院の坊主・実弾房宗信の妹）を娶る。永享元年（1429年）に長男の元次が誕生した。その他にも二男二女を得る。永享4年（1432年）はじめて遣明船にて明国へ渡航。享徳2年（1453年）二度目の渡明では、興福寺末寺の多武峰寺・長谷寺共同の船の外官となり、息子元次を同行させた。南京を経て、首都北平（北京）まで赴き、直接貿易に関わり、銅と生糸・明銭などの交易に携わった。
これらの西忍の交易活動は、帰国後興福寺に報告され、大乗院主尋尊によって『大乗院寺社雑事記』『唐船日記』などに詳細に記されており、当時の日明勘合貿易の実際を知る上での貴重な史料となっている。
晩年は大和古市に寓居し、文明18年に死去。享年92。

## 関連作品
- 仲町六絵 『南都あやかし帖　～君よ知るや、ファールスの地～』

--楠葉西忍をペルシアの血を引く金貸し兼妖術師とし、立野戌亥の娘との馴れ初めを描いたファンタジー作品。